# Cầu Trường Tiền
Cầu Trường Tiền hay cầu Tràng Tiền  là chiếc cầu dài 402,60 m, gồm 6 nhịp dầm thép hình vành lược, khẩu độ mỗi nhịp 67 m. Khổ cầu 6 m , được thiết kế theo kiến trúc Gothic, bắc qua sông Hương, thuộc đoạn Quốc lộ 1 cũ cho đến khi cầu Phú Xuân thay thế vai trò. Đầu cầu phía bắc thuộc phường Đông Ba, quận Phú Xuân; đầu cầu phía nam thuộc phường Phú Hội, quận Thuận Hóa, thành phố Huế, Việt Nam. 

## Lịch sử và tên gọi

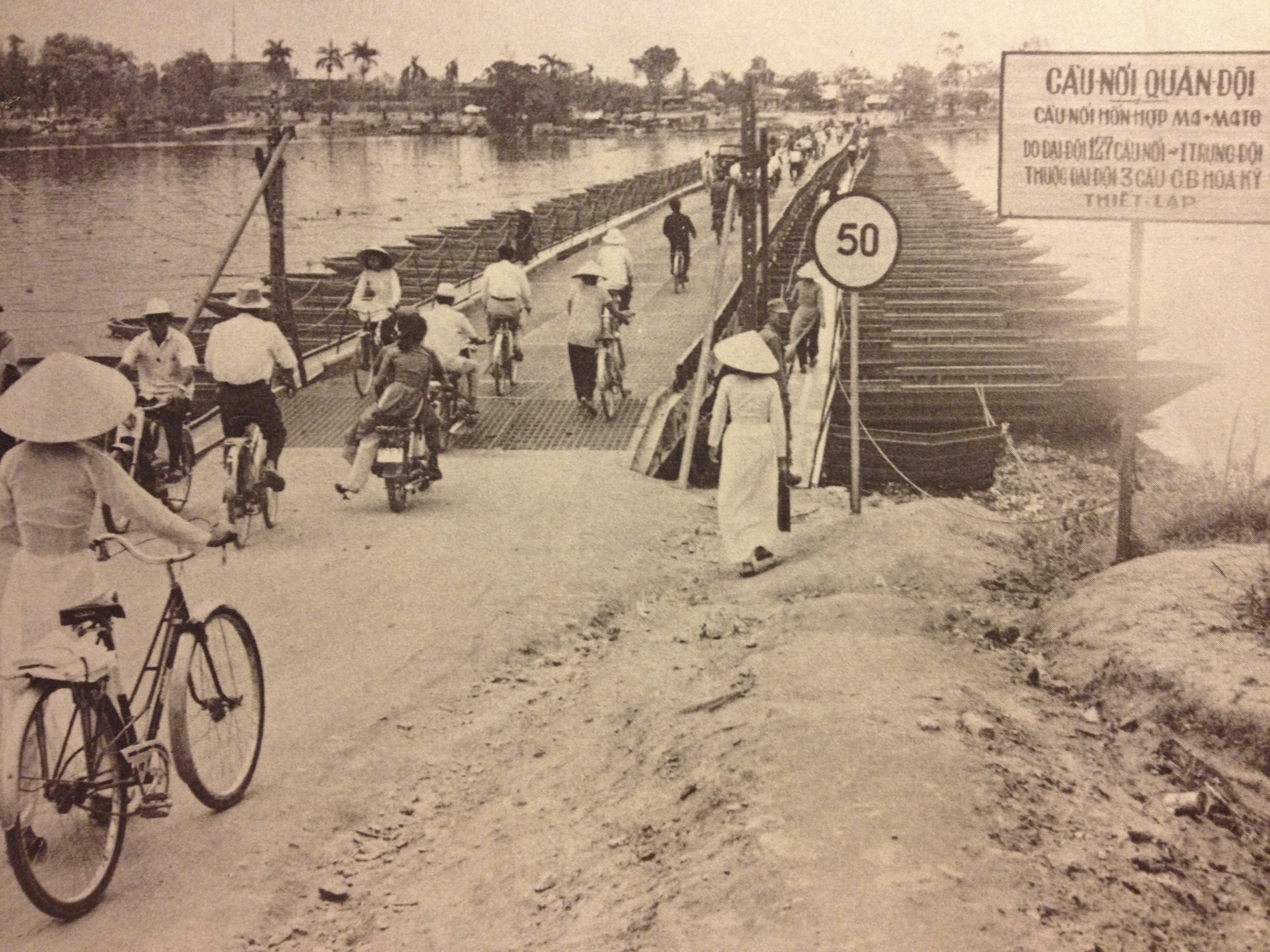
Cầu nổi do Công Binh Quân đội Hoa Kỳ bắc qua sông Hương sau khi cầu Trường Tiền bị giật sập

Căn cứ bài thơ "Thuận Hóa thành tức sự" của nhà thơ Thái Thuận , thi sĩ Quách Tấn đã cho rằng dưới thời vua Lê Thánh Tông, sông Hương đã có cầu. Chiếc cầu đó, được làm bằng song mây bó chặt lại với nhau và nối liền nhau, nên có tên là cầu Mây. Vì cầu có hình cái mống úp lên sông, nên còn có tên là cầu Mống . Trải bao năm tháng, không biết khi nào, cầu Mống được làm lại bằng gỗ, mặt cầu lát bằng ván gỗ lim.
Nguyên cây cầu bằng sắt này do Hãng Schneider et Cie et Letellier thiết kế, khởi công vào tháng 5 năm 1899 và khánh thành vào ngày 18 tháng 12 năm 1900. Cơ bản cầu có 6 vày (biến âm của vì, là biến âm i-ay/ây như bánh chì-bánh giầy), mỗi vày dài 66,66 mét. Mặt cầu rộng 4.5 m và có hai lề đường hai bên, mỗi bên rộng 0,75m. Chí phí hoàn thành là 732.456 Francs
Trận lụt năm Thìn (11/9/1904) đã cuốn trôi 4 vày xuống sông.
Hãng Daydé et Pillé (hãng thiết kế cầu Long Biên) được giao cho việc sửa chữa hai vài cầu còn lại và làm 4 vài cầu mới khác theo kiểu cũ.
Năm 1907, khi vua Thành Thái bị thực dân Pháp đày sang đảo Réunion, thì chính quyền thực dân Pháp cho đổi tên là cầu Clémenceau, theo tên của Georges Clemenceau, một Thủ tướng Pháp thời Thế chiến thứ nhất
Trong những năm 1905-1915, mặt cầu được phủ lớp bê tông cốt sắt. Cầu bị xuống cấp do gỉ sét và lưu lượng qua lại ngày càng nhiều nên chính  phủ thời đó đã thương lượng với Hãng Eiffel (tên lúc đó là Công ty Xây dựng Levallois Perret - La Société Constructions Levallois-Perret) tìm phương pháp tu bổ cây cầu này. Theo đó, các nhà chuyên môn đã quyết định: thay thế những khung dầm sắt bị hư hỏng, mặt cầu đúc xi măng cốt sắt, lòng đường rộng hơn, hai lề đường cho người đi bộ rộng 1,95, làm ra phía ngoài và mỗi chỗ trụ cầu phải nới rộng hơn để làm chỗ tránh. Toàn bộ cầu được sơn phủ nhiều lớp để tránh gỉ sét. Chi phí nâng cấp lần này là 435.000 $.
Ngày 20 tháng 6 năm 1937, Hãng Eiffel - lúc đó mang tên mới là Anciens Etablissements Eiffel - dưới sự chỉ huy của giám đốc - kỹ sư Martin André  đã tiến hành thi công mở rộng cầu. Vào tháng 11/1939, sau 29 tháng thi công, cầu Tràng Tiền hoàn thành.
Năm 1945 chính phủ Trần Trọng Kim đổi tên là cầu Nguyễn Hoàng. 
Năm 1946, trong chiến tranh Việt - Pháp, cầu bị Việt Minh đặt mìn, giật sập hai nhịp phía tả ngạn. Hai năm sau cầu được tu sửa tạm để qua lại. Năm 1953, cầu được sửa chữa hoàn chỉnh như cũ.
Trong Sự kiện Tết Mậu Thân, trụ 3 và nhịp 4 bị phá hủy , khi quân Mặt trận Giải phóng miền Nam cho giật sập để cắt đường phản công của quân đội Việt Nam Cộng hòa. Sau đó, một chiếc cầu phao được dựng tạm lên bên cạnh để nối đôi bờ; rồi cầu được tu sửa tạm thời.
Tới năm 1991 cầu được trùng tu. Ở lần trùng tu này do Công ty Cầu 1 Thăng Long đảm nhiệm, kéo dài trong 5 năm (1991-1995), có nhiều thay đổi quan trọng, đó là việc dỡ bỏ các ban công ở hành lang hai bên tại vị trí các trụ cầu, lòng cầu (cả đường chính và phụ) bị hẹp lại do phải nẹp thêm hai ống lan can, màu sơn ghi xám thay cho màu nguyên bản từ xưa của cầu là màu nhũ bạc...
Từ Festival Huế năm 2002, cầu Tràng Tiền được lắp đặt một hệ thống chiếu sáng đổi màu hiện đại...

## Trong Văn học Nghệ thuật

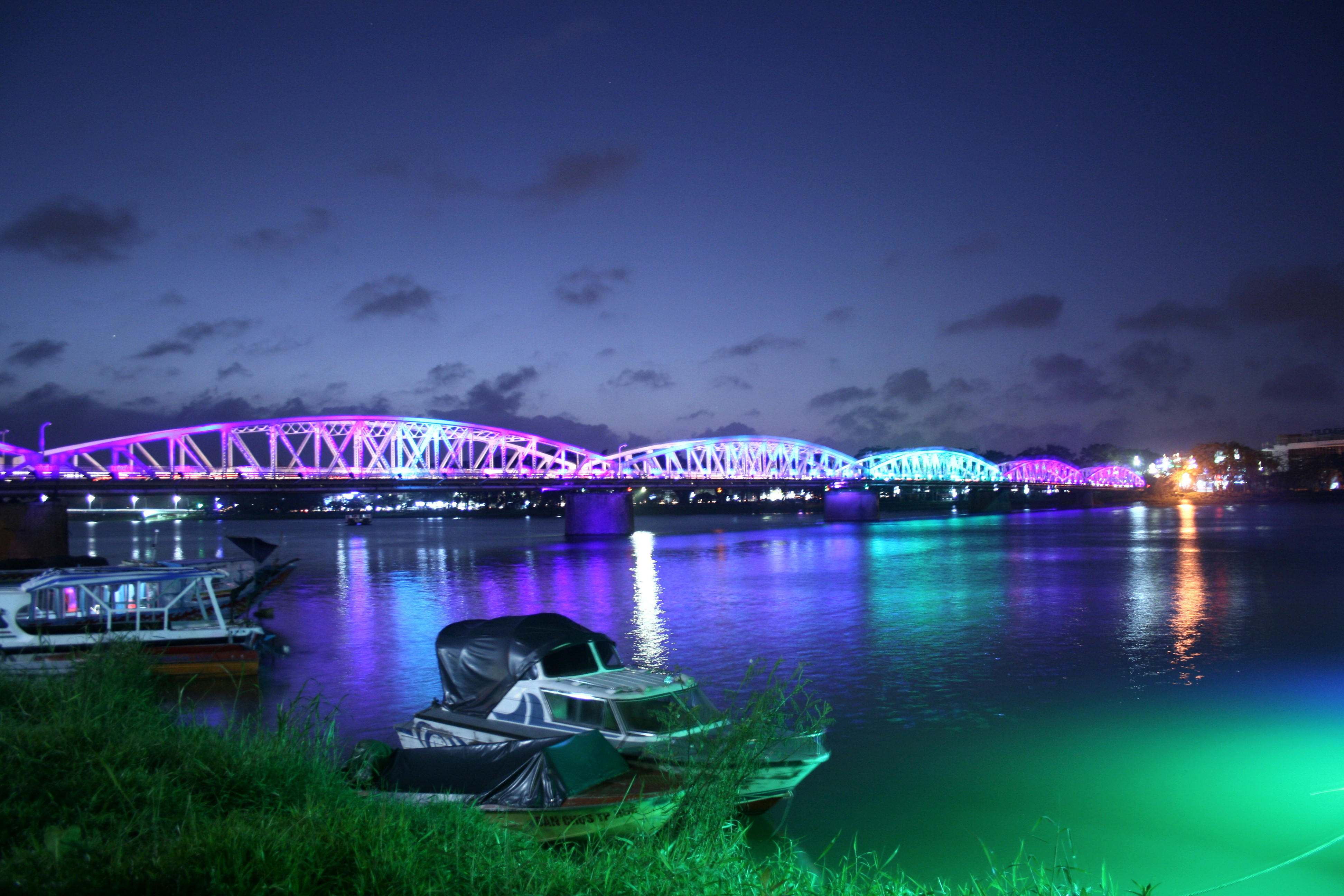
Cầu Trường Tiền về đêm.

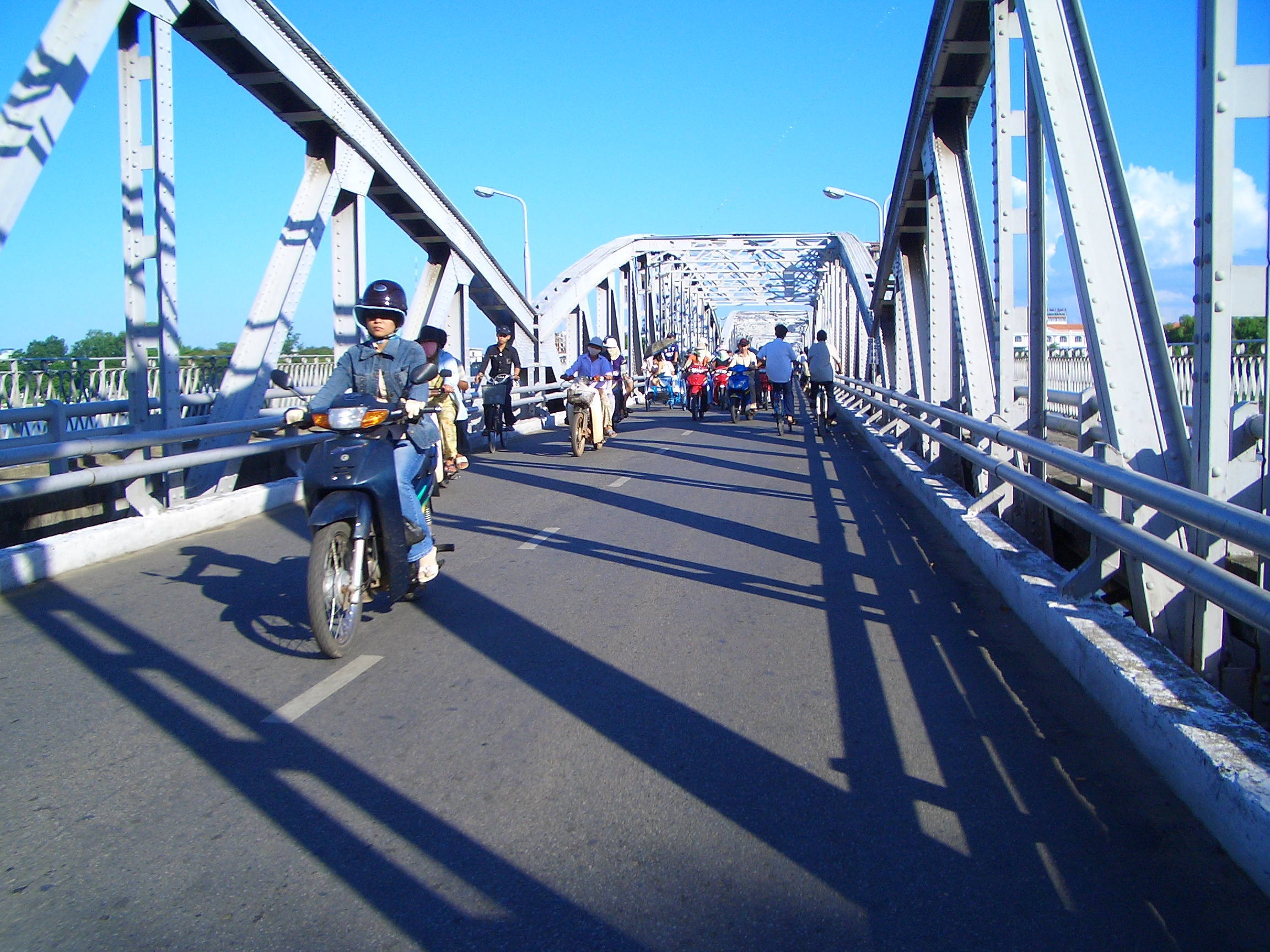
Trên cầu Trường Tiền

Mặc dù trải nhiều tên gọi, nhưng từ rất lâu, cái tên cầu Trường Tiền (vì chiếc cầu nằm gần một công trường đúc tiền, gọi tắt là Trường Tiền của nhà Nguyễn và phố Trường Tiền do vua Thành Thái lập năm 1899) vẫn được người dân quen gọi và đã đi vào nhiều bộ môn nghệ thuật...

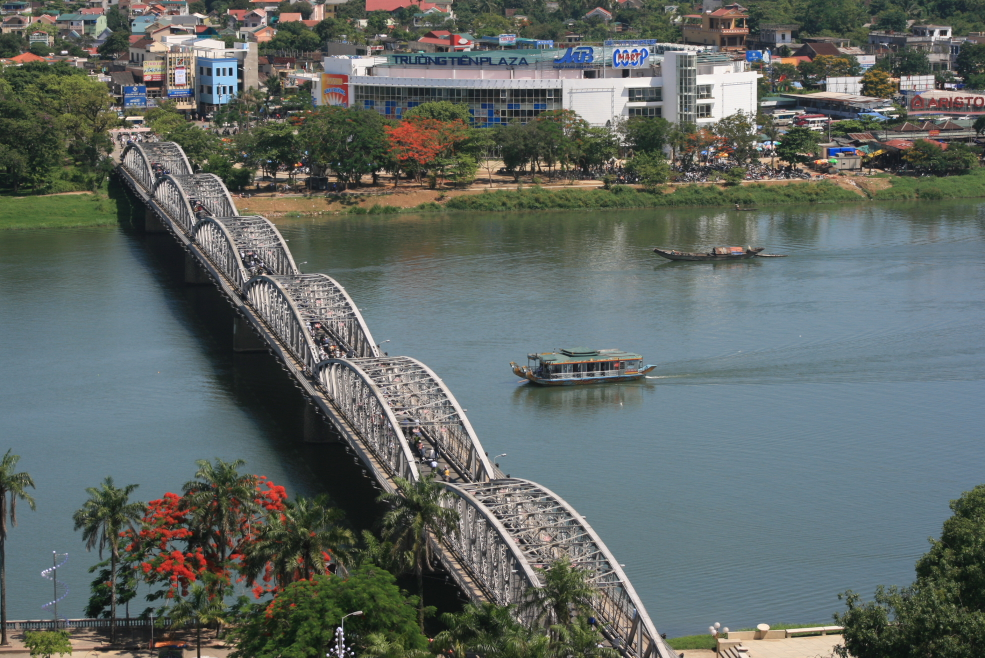
Cầu Trường Tiền

Tên Cầu Mống đã xuất hiện trong thơ Thái Thuận:
Thuận Hóa thành tức sự
(Quách Tấn dịch)
Ghe thuyền đua
Cầu Mống giăng sông cửa nước chừa.
Mây lẫn bóng non trời rộng mở,
Gió dồn tiếng sóng biển xa đưa.
Chợ chiều tấp nập thân là lụa,
Nét bút bồi hồi nhịp trúc tơ.
Ca nữ quản bao dòng huyết hận,
Địch đài trổi khúc lạc mai xưa.
Sau Cầu Mống, là cầu Trường Tiền. Và công trình này đã nhanh chóng trở thành một thắng cảnh nổi tiếng, và là đề tài của nhiều bộ môn nghệ thuật. Trích giới thiệu:

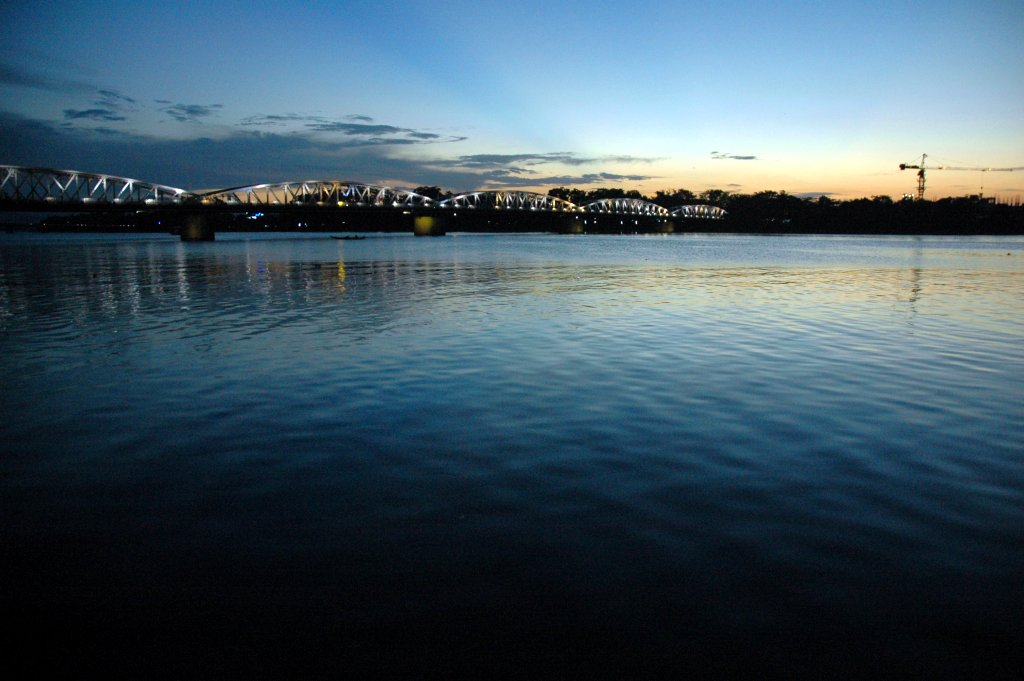
Cầu Trường Tiền lúc hoàng hôn.

Cầu Trường Tiền trong những câu ca:
Cầu Trường Tiền sáu vài mười hai nhịp
Em theo không kịp
Tội lắm anh ơi!
Bấy lâu mang tiếng chịu lời
Anh có xa em đi nữa
Cũng tại ông Trời nên xa .
Năm 1905, chiếc cầu được pháp mua
Chợ Đông Ba đem ra ngoài giại
Cầu Trường Tiền đúc lại xi-mon
Ơi người lỡ hội chồng con
Về đây gá nghĩa vuông tròn nước non...
Năm 1946, trong chiến tranh Pháp - Việt, cầu bị đặt mìn giật sập. Sau đó, lại có câu:
Cầu Trường Tiền bấy nhiêu niên (năm) qua lại,
Kể tự đời Thành Thái nay.
Chạnh lòng biết hỏi ai đây,
Việc chi nên nỗi đang tay dứt cầu?
Và có ai đó đã đáp lại rằng:
Chí quyết thắng nước Nên cầu nầy phải phá,
Qua sông còn nhiều ngã
Đừng buồn bã em ơi.
Nước non khôi phục được rồi,
Cầu nầy bắc lại, không mấy hồi đó em...
Trong thời gian Nguyễn Bính lưu lạc đến Huế, cầu Trường Tiền cũng đã xuất hiện trong thơ ông:

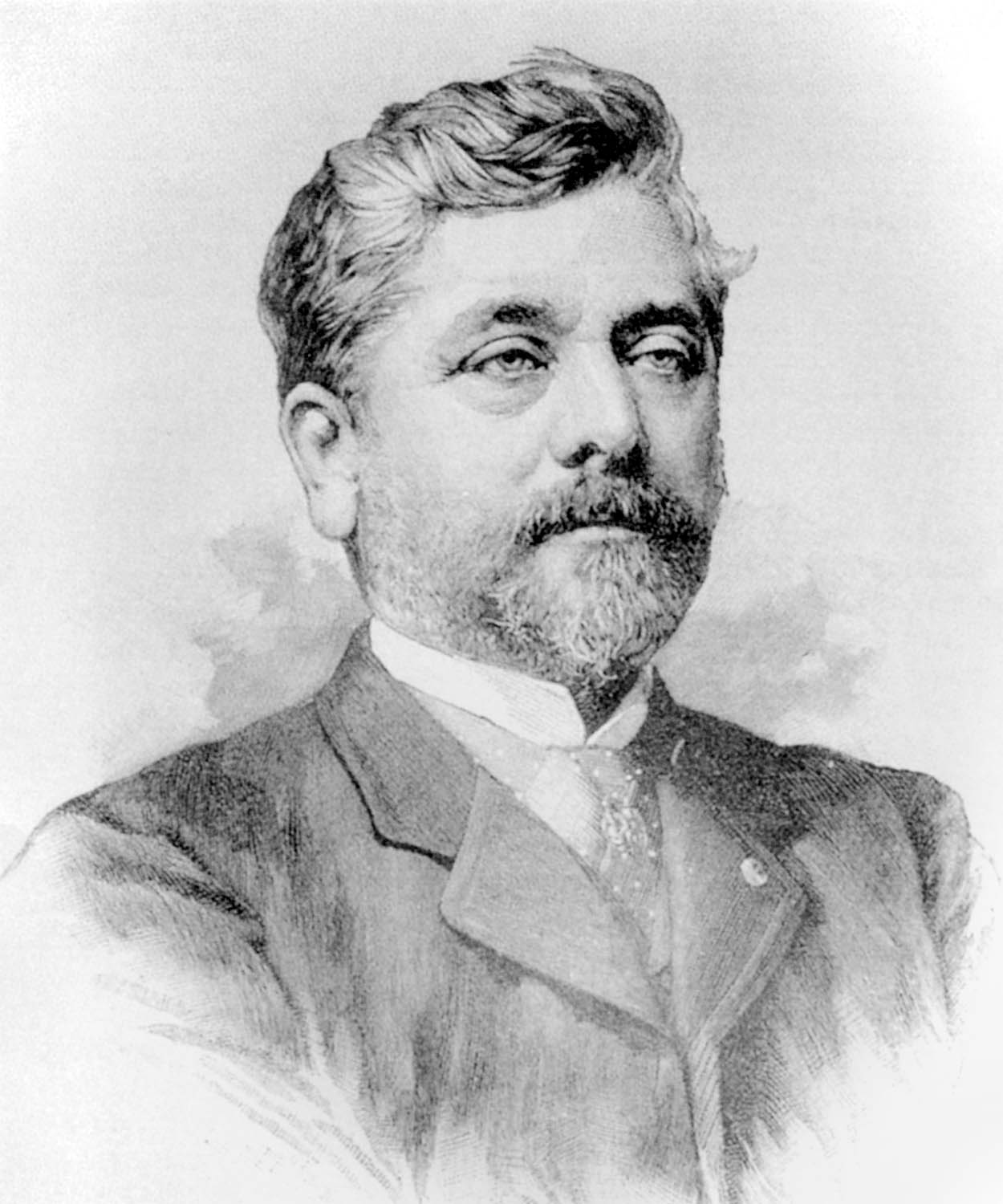
Gustave Eiffel - giám đốc Anciens Etablissements Eiffel ghi dấu ấn trong việc sửa cầu Trường Tiền.

Cầu cong như chiếc lược ngà
Sông dài mái tóc cung nga buông hờ
Đôi bờ đôi cánh tay vua ăn
Cung nga úp mặt làm thơ thất tình...
...Bồng bồng sáu nhịp cầu cao
Thờ ơ bóng mát nơi nào cũng xanh...
(trích trong Vài nét Huế, 1941)
Sau sự kiện Tết Mậu Thân, cầu Trường Tiền bị bom đạn gây hư hại nặng. Quá xúc cảm, nhạc sĩ Trầm Tử Thiêng viết bài hát Chuyện một chiếc cầu đã gãy để nói lên sự việc này, có những câu:
...Cầu thân ái đêm nay gãy một nhịp rồi
Nón lá sầu khóc điệu Nam Ai tiếc thương lời vắn dài
Vì sao không thương mến nhau còn gây khổ đau làm lỡ nhịp cầu...
Ngoài ra, cầu Trường Tiền cũng đã được in trong bộ tem thư của Việt Nam.

## Sáu vày, mười hai nhịp
Theo Đại Từ điển tiếng Việt, cái gọi là vày cầu (hay vì cầu), "là kết cấu nối hai nhịp giữa hai mố cầu và tựa lên các mố đó", còn nhịp cầu cũng theo từ điển này là "khoảng cách giữa hai trụ cầu và mố cầu liền nhau". Theo đó, TS. Trần Đức Anh Sơn cho rằng cầu Trường Tiền thực sự là "mười hai vày, sáu nhịp" chứ không phải là "sáu vày, mười hai nhịp". Ca dao có câu:
Chợ Đông Ba đem ra góc thành,
Cầu Trường Tiền sáu nhịp bến đò Ghềnh bắc ngang.
Hay:
Cầu Trường Tiền sáu nhịp bắc qua,
Tả Thanh Long, hữu Bạch Hồ đợi khúc âu ca thái bình.
Song đôi khi, để thuận tai, để có vần, có điệu, một vài tác giả dân gian đã đổi từ "mười hai vày, sáu nhịp" sang "sáu vài mười hai nhịp", như ở câu:
Cầu Trường Tiền sáu vày mười hai nhịp
Anh theo không kịp
Tội lắm em ơi!....